# Gruta de Lourdes (métro de Santiago)
Gruta de Lourdes est une station de la Ligne 5 du métro de Santiago, dans le commune de Quinta Normal.

## La station
La station est ouverte depuis 2010.

## Origine étymologique
Son nom vient de la Gruta de Lourdes, temple unique en plein air qui émule la grotte des apparitions de la Vierge Marie l'Immaculée Conception à Bernadette Soubirous en 1858, situé dans la ville française de Lourdes.